# Saint-Nizier-le-Bouchoux
Saint-Nizier-le-Bouchoux ist eine französische Gemeinde im Département Ain in der Region Auvergne-Rhône-Alpes. Sie gehört zum Kanton Replonges im Arrondissement Bourg-en-Bresse.

## Lage
Die Gemeinde Saint-Nizier-le-Bouchoux liegt an der Sane-Vive in der Landschaft Bresse, 30 Kilometer nördlich von Bourg-en-Bresse. Sie grenzt im Nordosten an das Département Jura. Umgeben wird Saint-Nizier-de-Bouchoux von den Nachbargemeinden Curciat-Dongalon im Norden, Varennes-Saint-Sauveur im Nordosten, Cormoz im Osten, Lescheroux im Süden, Mantenay-Montlin im Südwesten und Courtes im Westen.

## Bevölkerungsentwicklung
| Jahr                       | 1962 | 1968 | 1975 | 1982 | 1990 | 1999 | 2010 | 2021 |
| -------------------------- | ---- | ---- | ---- | ---- | ---- | ---- | ---- | ---- |
| Einwohner                  | 1025 | 886  | 743  | 657  | 625  | 546  | 703  | 598  |
| Quellen: Cassini und INSEE |      |      |      |      |      |      |      |      |

## Sehenswürdigkeiten
- Bauernhof (Ferme Bourbon), Monument historique
- Kirche Saint-Antoine

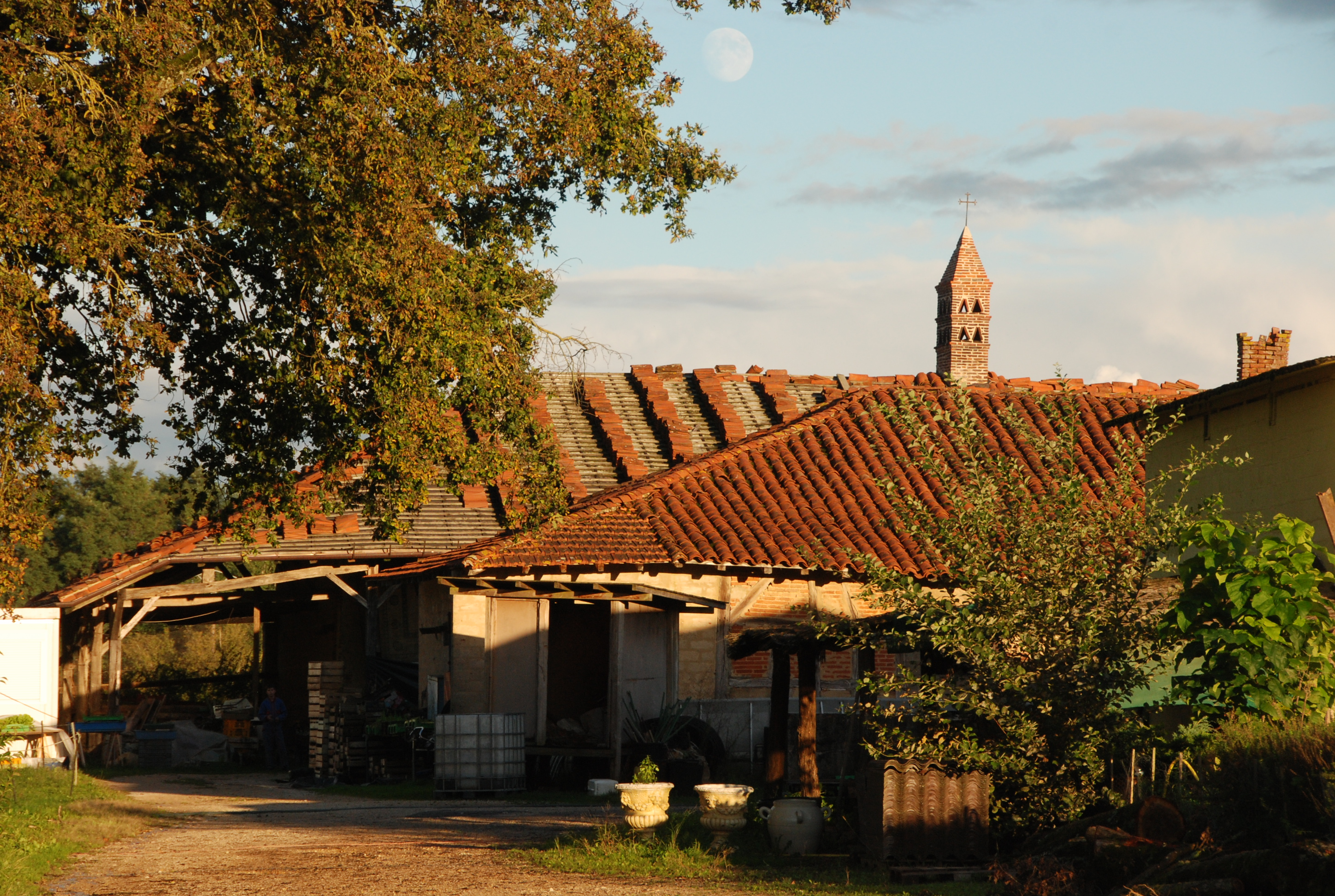
Ferme Bourbon
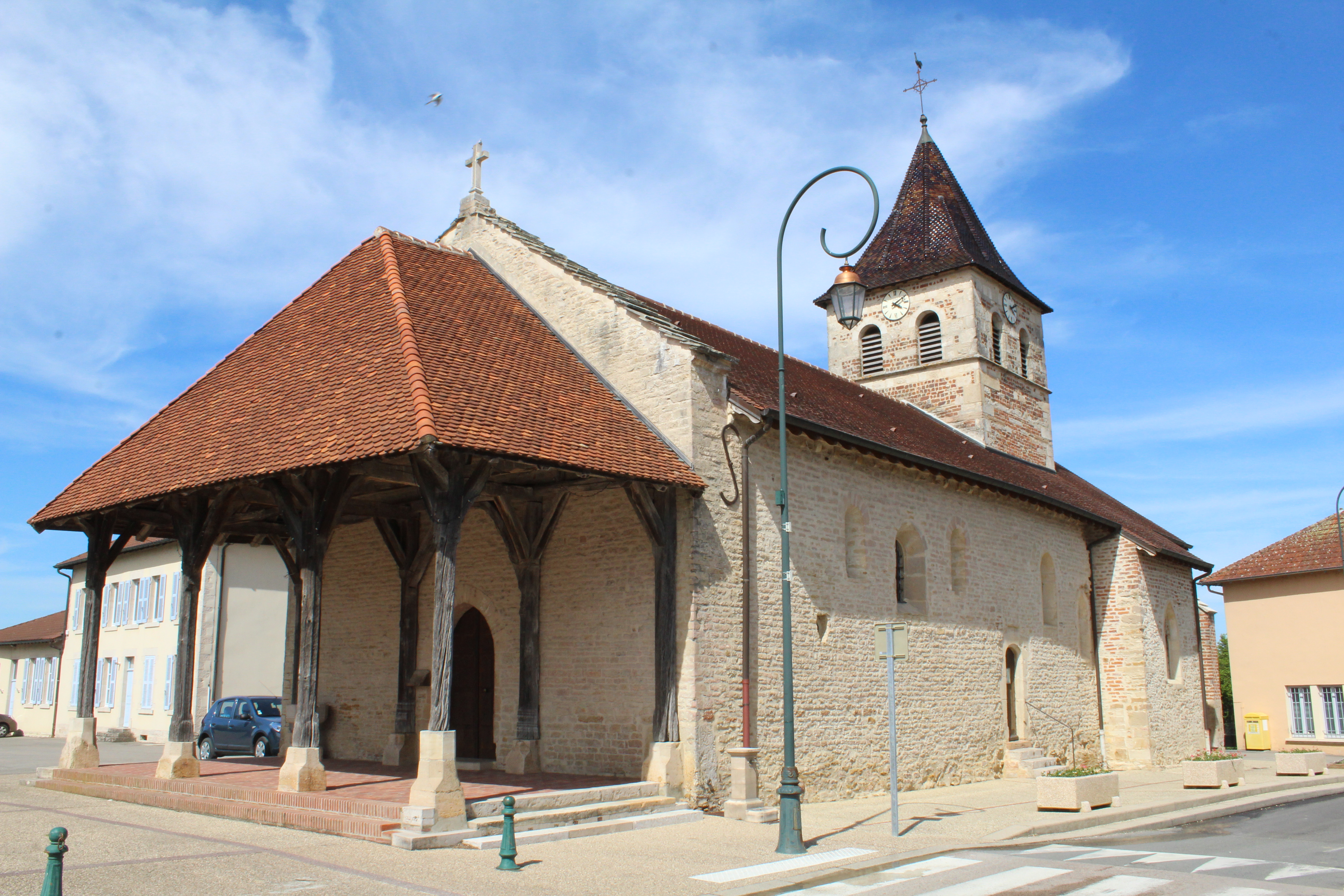
Kirche Saint-Antoine
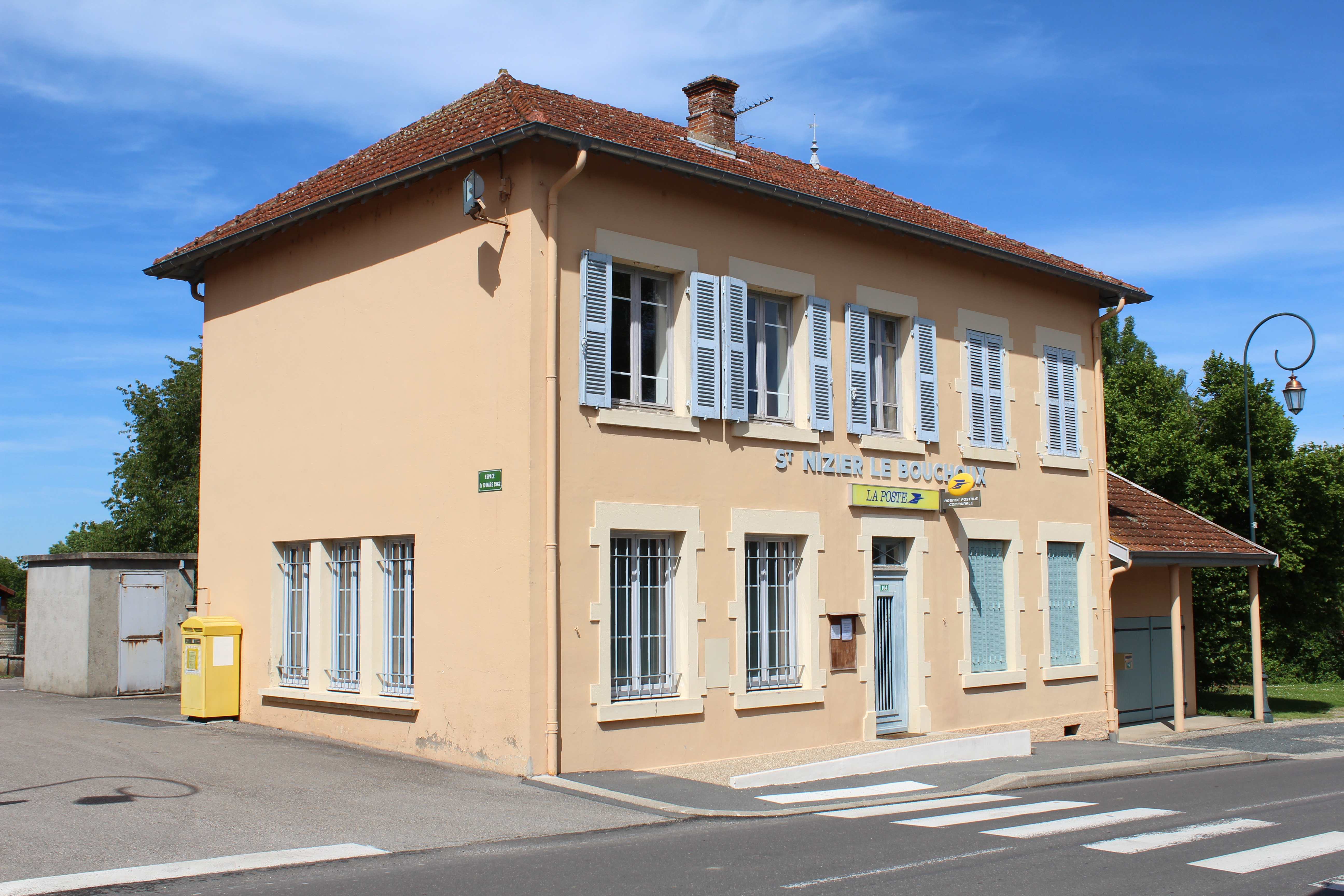
Poststelle
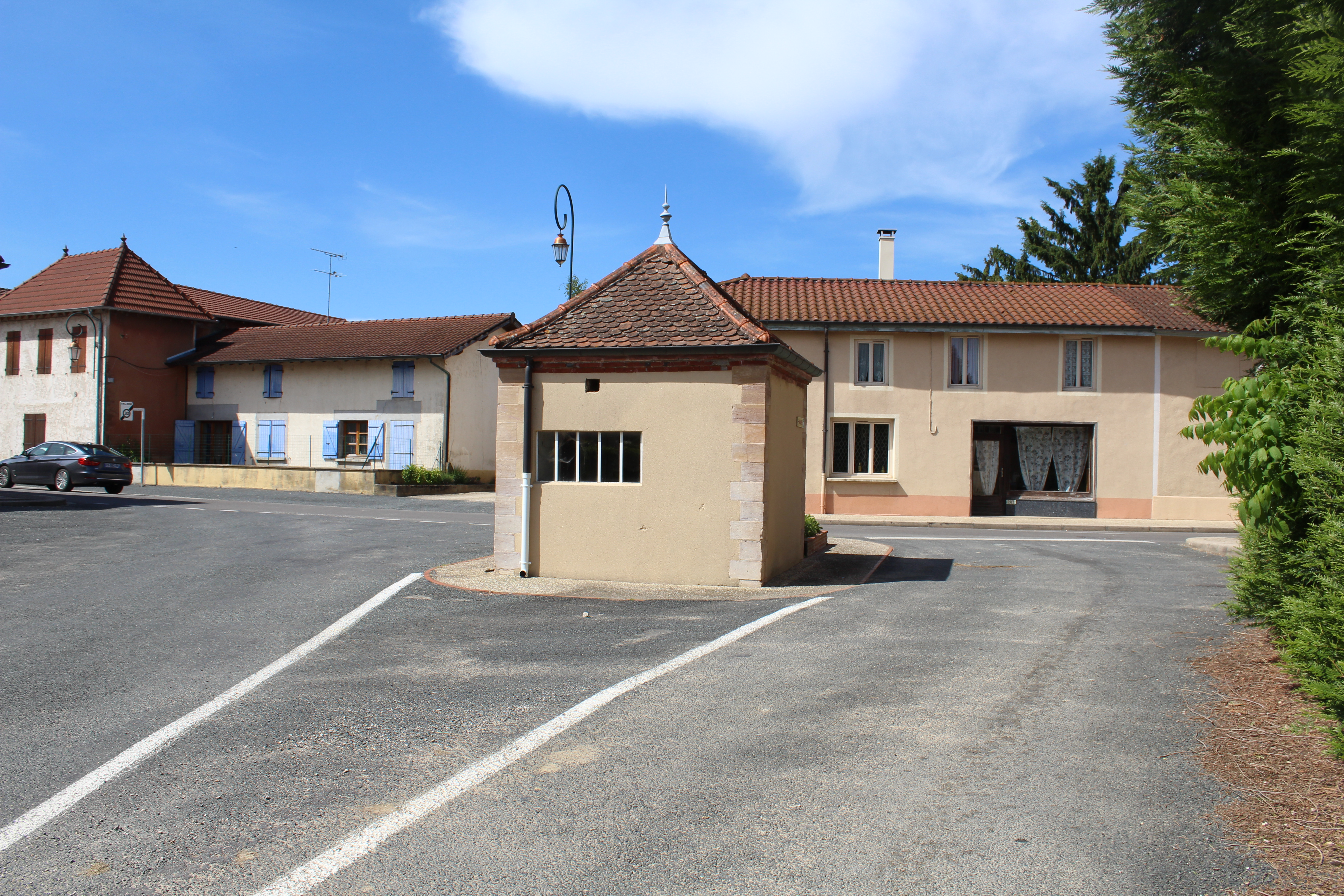
Ehemalige öffentliche Waage
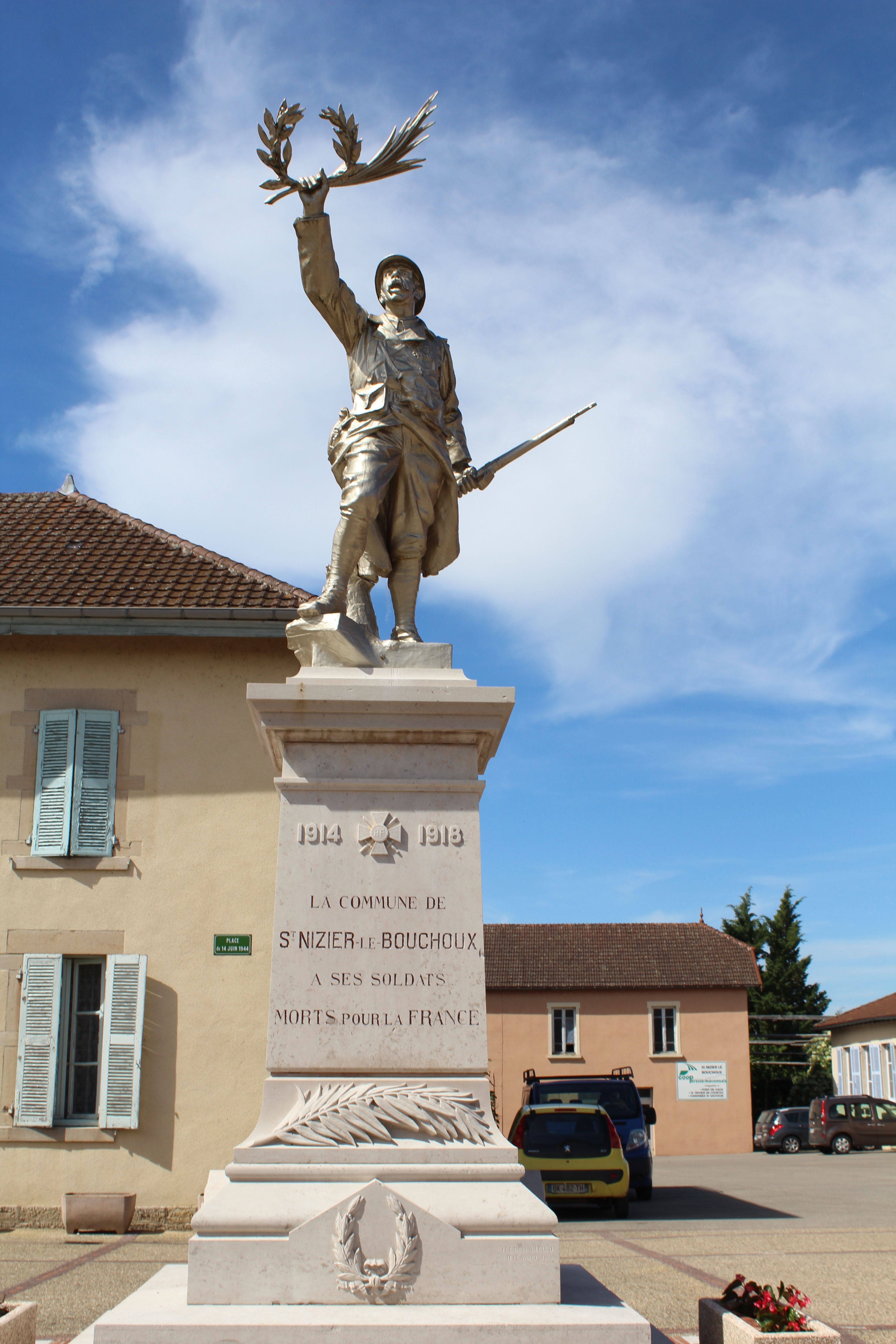
Gefallenendenkmal